# Lily James
Lily James, pseudonimo di Lily Chloe Ninette Thomson (Esher, 5 aprile 1989), è un'attrice britannica, attiva in campo cinematografico, televisivo e teatrale.
Dopo aver esordito nella sitcom Just William (2010), salì alla ribalta per la sua interpretazione nella serie televisiva Downton Abbey (2013-2014), grazie alla quale si è aggiudicata due Screen Actors Guild Awards come miglior cast in una serie drammatica. Ha raggiunto la notorietà presso il grande pubblico interpretando Ella nel film Disney Cenerentola (2015). Nel 2022 ha interpretato Pamela Anderson nell'acclamata miniserie televisiva Pam e Tommy, per la quale ha ricevuto una candidatura al Premio Emmy e al Golden Globe come miglior attrice in una mini-serie o film per la televisione.

## Biografia

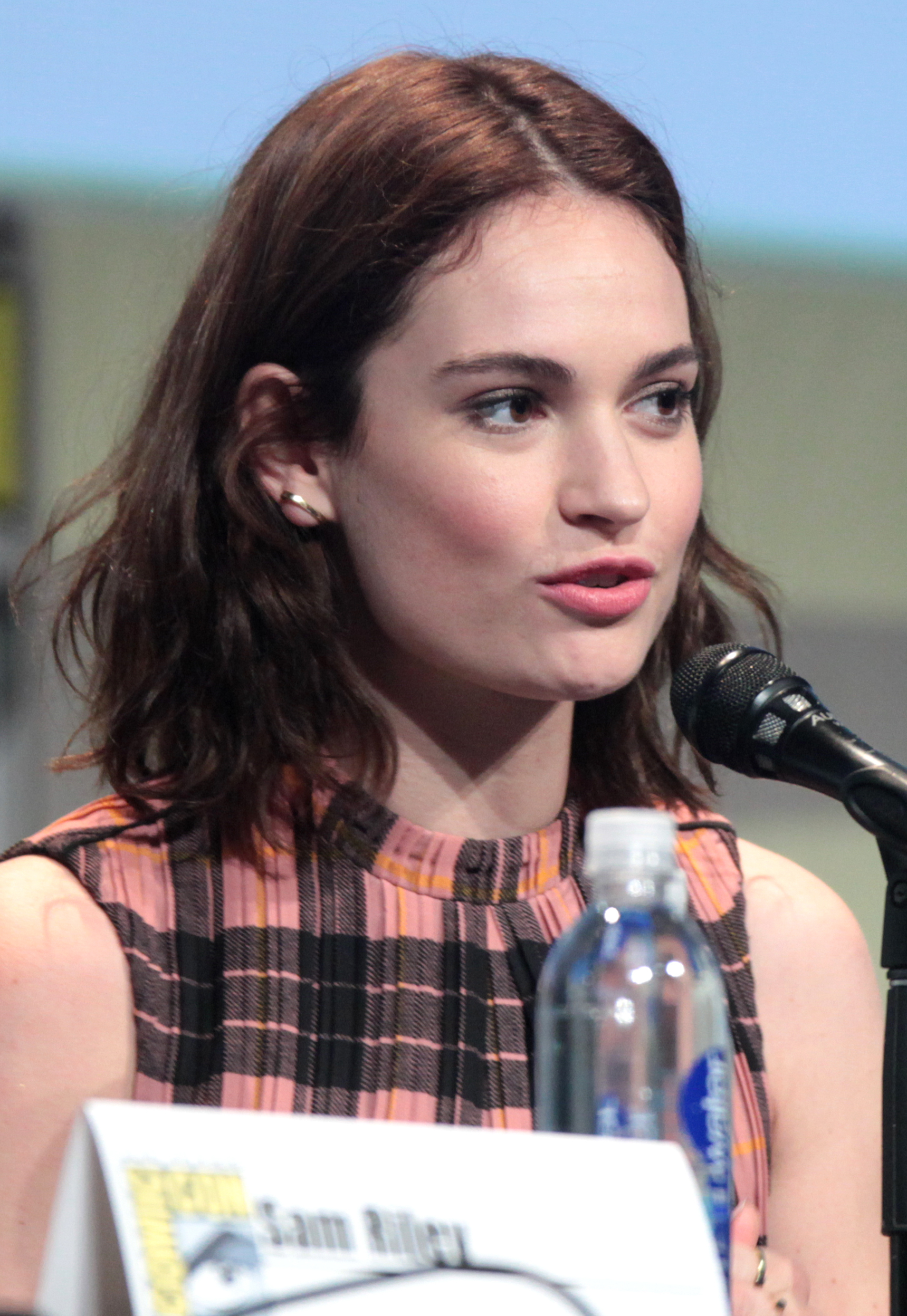
Lily James al San Diego Comic-Con International nel 2015

Figlia di attori, ha iniziato la sua formazione presso l'Arts Educational School di Tring e successivamente ha continuato a studiare recitazione alla Guildhall School of Music and Drama di Londra, laureandosi nel 2010.
La James ha iniziato la sua carriera nel 2010, debuttando sul piccolo schermo nella sitcom Just William, adattamento televisivo dell'omonima serie di libri di Richmal Crompton, in cui aveva ottenuto il ruolo marginale di Ethel Brown. In seguito ha partecipato alla quarta stagione della serie televisiva Diario di una squillo perbene, desunta dall'opera letteraria di Belle de Jour, nel ruolo di Poppy. Dal 2011, ha affiancato all'attività televisiva quella teatrale, ha esordito infatti, per la prima volta con un ruolo di rilievo, presso lo Young Vic Theatre in Vernon God Little di DBC Pierre. Nello stesso anno ha ottenuto il plauso della critica per la sua interpretazione di Desdemona nella tragedia Otello di William Shakespeare, rappresentata al Crucible Theatre, mentre l'anno successivo si è esibita in altri tre spettacoli, tra cui il dramma Il gabbiano di Anton Čechov, presentato al Southwark Playhouse. A partire dal 2012, l'attrice ha dato avvio anche alla sua carriera cinematografica con il film La furia dei titani, sequel di Scontro tra titani del 2010.
Il riconoscimento è avvenuto fra il 2013 e il 2014 grazie alla sua partecipazione nella quarta e quinta stagione della serie televisiva Downton Abbey dove, assieme ad un ricco cast in cui compaiono anche Hugh Bonneville e Maggie Smith, ha interpretato Lady Rose MacClare. Per l'affiatamento corale con gli altri attori all'interno della fiction televisiva, si è aggiudicata per due anni consecutivi lo Screen Actors Guild Award per il miglior cast in una serie drammatica assieme a tutti gli altri interpreti.
Il successo però è arrivato nel 2015 quando ha vestito i panni della protagonista, Ella, nel film Cenerentola, remake in live action del film d'animazione del 1950, prodotto dalla Walt Disney Pictures e diretto da Kenneth Branagh con Cate Blanchett nel ruolo dell'antagonista Lady Tremaine e Helena Bonham Carter nel ruolo della Fata madrina. Precedentemente, la James era stata fotografata da Annie Leibovitz con l'abito blu che indossa per la scena del ballo, realizzato da Sandy Powell, in occasione del numero di dicembre 2014 della rivista Vogue.
L'anno successivo è entrata a far parte del cast di PPZ - Pride + Prejudice + Zombies, tratto dal romanzo Orgoglio e pregiudizio e zombie di Seth Grahame-Smith, nella parte di Elizabeth Bennet. Sempre nel 2016 ha interpretato Nataša Rostova nella miniserie televisiva targata BBC di Guerra e pace dall'omonimo romanzo di Lev Tolstoj. Contemporaneamente è stata attiva in ambito teatrale recitando il ruolo di Giulietta Capuleti nella celebre tragedia Romeo e Giulietta di William Shakespeare diretta da Rob Ashford e Kenneth Branagh e andata in scena al Garrick Theatre.
Nel 2017 è stata protagonista, insieme ad Ansel Elgort, Kevin Spacey e Jamie Foxx della commedia d'azione Baby Driver - Il genio della fuga per la regia di Edgar Wright. Nello stesso anno ha partecipato al film storico L'ora più buia di Joe Wright, in cui la James ha prestato il volto a Elizabeth Layton, la segreteria personale di Winston Churchill impersonato da Gary Oldman. Fra gli interpreti della pellicola hanno figurato anche Ben Mendelsohn, Kristin Scott Thomas, Ronald Pickup e Stephen Dillane. Dal 2017 è testimonial del profumo My Burberry Blush di Burberry.
L'anno seguente ha incarnato la giovane Donna Sheridan nella commedia musicale Mamma Mia! Ci risiamo, sequel del celebre Mamma mia! del 2008, aggiungendosi ad un cast stellare formato, tra gli altri, da: Meryl Streep, Cher, Colin Firth, Pierce Brosnan, Julie Walters, Christine Baranski, Andy García e Amanda Seyfried, mentre ha collaborato con Mike Newell in Il club del libro e della torta di bucce di patata di Guernsey, trasposizione cinematografica dell'omonimo romanzo di Mary Ann Shaffer e Annie Barrows.
Nel 2019 l'attrice è stata impegnata nuovamente in una rappresentazione scenica presso il Noel Coward Theatre di Londra, intitolata All About Eve, adattamento teatrale diretto da Ivo van Hove del film Eva contro Eva del 1950, in cui ha vestito i panni dell'antagonista Eve Harrington. Ha recitato inoltre nel thriller Little Woods, duettando con Tessa Thompson, per poi apparire nella commedia Yesterday, firmata da Danny Boyle. È poi tornata sulle scene insieme ad Armie Hammer nel film Rebecca, adattamento cinematografico distribuito da Netflix nel 2020 del romanzo gotico Rebecca, la prima moglie scritto da Daphne Du Maurier.
Nel 2022 ha interpretato Pamela Anderson nell'acclamata miniserie televisiva Pam & Tommy, affiancando Sebastian Stan nella parte di Tommy Lee. Per adempiere al suo ruolo l'attrice è andata incontro ad un'impegnativa trasformazione fisica, sottoponendosi a circa quattro ore di trucco al giorno che hanno comportato anche l'applicazione di lenti a contatto azzurre e di protesi mammarie. Con questa interpretazione James ha ottenuto una candidatura al Premio Emmy al Golden Globe come miglior attrice in una mini-serie o film per la televisione.

## Filmografia

### Cinema
- Fast Girls, regia di Regan Hall (2012)
- La furia dei titani (Wrath of the Titans), regia di Jonathan Liebesman (2012)
- Broken - Una vita spezzata (Broken), regia di Rufus Norris (2012)
- Cenerentola (Cinderella), regia di Kenneth Branagh (2015)
- Il sapore del successo (Burnt), regia di John Wells (2015)
- PPZ - Pride + Prejudice + Zombies (Pride and Prejudice and Zombies), regia di Burr Steers (2016)
- L'amore oltre la guerra (The Exception), regia di David Leveaux (2016)
- Baby Driver - Il genio della fuga (Baby Driver), regia di Edgar Wright (2017)
- L'ora più buia (Darkest Hour), regia di Joe Wright (2017)
- Mamma Mia! Ci risiamo (Mamma Mia! Here We Go Again), regia di Ol Parker (2018)
- Il club del libro e della torta di bucce di patata di Guernsey (The Guernsey Literary and Potato Peel Pie Society), regia di Mike Newell (2018)
- Little Woods, regia di Nia DaCosta (2018)
- Yesterday, regia di Danny Boyle (2019)
- Rebecca, regia di Ben Wheatley (2020)
- La nave sepolta (The Dig), regia di Simon Stone (2021)
- What's Love? (What's Love Got to Do with It?), regia di Shekhar Kapur (2022)
- Finalmente l'alba, regia di Saverio Costanzo (2023)
- The Warrior: The Iron Claw (The Iron Claw), regia di Sean Durkin (2023)
- Greedy People, regia di Potsy Ponciroli (2024)

### Televisione
- Just William – serie TV, 4 episodi (2010)
- Diario di una squillo perbene (Secret Diary of a Call Girl) – serie TV, 8 episodi (2011)
- Downton Abbey – serie TV, 21 episodi (2012-2015)
- Guerra e pace (War & Peace) – miniserie TV, 6 puntate (2016)
- The Pursuit of Love - Rincorrendo l'amore (The Pursuit of Love) – miniserie TV, 3 puntate (2021)
- Pam & Tommy – miniserie TV, 8 puntate (2022)

### Cortometraggi
- Chloe And Will’s Hot Date Night, regia di Edward Dick (2011)
- Chemistry, regia di Remy Bazerque (2012)
- The Tale of Thomas Burberry, regia di Asif Kapadia (2016)

## Teatro
- Vernon God Little, Young Vic Theatre (2011)
- Otello, Crucible Theatre (2011)
- Play House, Orange Tree Theatre (2011)
- Definitely the Bahamas, Orange Tree Theatre (2011)
- Il gabbiano, Southwark Playhouse (2012)
- Romeo e Giulietta, Garrick Theatre (2016)
- All About Eve, Noël Coward Theatre (2019)
- Lyonesse, Harold Pinter Theatre (2023)

## Discografia
Colonne Sonore
- 2018 – Mamma Mia! Ci risiamo

Singoli
- 2015 – A Dream Is a Wish Your Heart Makes
- 2018 – "Yuo're back!" (con Ansel Elgort)
- 2018 – Waterloo (con Hugh Skinner)
- 2019 – The Month (con PJ Harvey)
- 2019 – I Want To Hold Your Hand (con Himesh Patel)
- 2022 – Breathe (con DJ Yoda)
- 2023 – Mahi Sona (AKA The Wedding Song) (con Nitin Sawhney, Naughty Boy, Rahat Fateh Ali Knan, Khanika Kapoor, Billy Khan)
- 2024 – Victory Voices (con Eric Bibb)
- 2024 – Let It Snow (con Ben Abraham)

## Riconoscimenti
- Golden Globe
  - 2023 – Candidatura alla miglior attrice in una mini-serie o film per la televisione per Pam & Tommy
- Screen Actors Guild Award
  - 2014 – Miglior cast in una serie drammatica per Downton Abbey
  - 2015 – Miglior cast in una serie drammatica per Downton Abbey
- Premio Emmy
  - 2022 – Candidatura alla miglior attrice protagonista in una miniserie o film per la televisione per Pam & Tommy
- Teen Choice Awards[8]
  - 2015 – Candidatura come miglior attrice in un film sci-fi/fantasy per Cenerentola
- Kids' Choice Awards
  - 2016 – Candidatura come miglior attrice cinematografica per Cenerentola
- Satellite Award
  - 2017 – Candidatura come miglior attrice in una miniserie o film per la televisione per Guerra e Pace
- People Choice's Awards
  - 2018 – Candidatura come attrice preferita dal pubblico

## Doppiatrici italiane
Nelle versioni in italiano delle opere in cui ha recitato, Lily James è stata doppiata da:
- Letizia Ciampa in Cenerentola (dialoghi), Il sapore del successo, PPZ - Pride + Prejudice + Zombies, Rebecca, Pam & Tommy
- Gaia Bolognesi in Downton Abbey, Guerra e pace, La nave sepolta, The Warrior: The Iron Claw
- Joy Saltarelli in L'amore oltre la guerra, L'ora più buia, The Pursuit of Love - Rincorrendo l'amore
- Virginia Brunetti in Baby Driver - Il genio della fuga, Mamma Mia! Ci risiamo
- Federica De Bortoli in La furia dei titani
- Katia Sorrentino in Il club del libro e della torta di bucce di patata di Guernsey
- Benedetta Degli Innocenti in Yesterday
- Emanuela Ionica in What's Love?
- Rossella Ruini in Cenerentola (canto)